# Mediodactylus heteropholis
Mediodactylus heteropholis е вид влечуго от семейство Геконови (Gekkonidae).

## Разпространение
Видът е разпространен в Ирак и Иран.